# Helicóptero AEG
O Helicóptero AEG foi um projeto não convencional de uma aeronave alemã, intencionado para a criação de um posto de observação portátil na forma de um helicóptero estático. Ele conseguia elevação por meio de dois rotores principais em configuração contra-rotativa, alimentadas por um motor elétrico, que supria de força a partir do solo. O aparato podia ser dobrado para transporte na traseira de um caminhão. Uma cabine de observação ficava situada abaixo do eixo principal do rotor, e poderia ser explodido por uma carga explosiva em caso de emergência. O desenvolvimento iniciou-se em 1933, mas ele nunca foi posto em serviço pelos militares.
Também, o sistema foi testado para levar até 800 m (2 620 ft) de altitude uma antena vlf para comunicação com submarinos submergidos. Os três cabos alimentadores dobrados como radiadores para frequências de 15 à 60 kHz.